# La casa del gatto che gioca
La casa del gatto che gioca (La Maison du chat-qui-pelote) è un romanzo di Honoré de Balzac. Costituisce l'opera di apertura delle Scènes de la vie privée (Scene di Vita Privata), il primo dei vari cicli narrativi che compongono La Comédie humaine, un'ambiziosa serie di romanzi, racconti, saggi d'argomento vario e novelle miranti tutti a descrivere ed analizzare la società francese, tanto nella sua sfera economico-sociale quanto in quella ideologico-valoriale, contemporanea all'autore.
Inizialmente intitolato Gloire et Malheur (Gloria e Sfortuna), questo breve romanzo fu completato a Maffliers nell'Ottobre del 1829 e pubblicato dall'editore Mame-Delaunay nel 1830. La prima edizione fu seguita da quattro edizioni revisionate. L'edizione finale, pubblicata da Furne nel 1842, apparve col titolo di La Maison du chat-qui-pelote e fu essa stessa sottoposta a correzioni mai terminate.
L'idea per la storia nacque dalla merceria gestita dai Sallambiers, ramo materno della famiglia di Balzac.
L'opera è dedicata a Mademoiselle Marie de Montheau.

## Trama
Il pittore Théodore de Sommervieux s'innamora follemente di Augustine Guillaume, figlia di un mercante di stoffe conservatore, il cui negozio, sito nella Rue Saint-Denis a Parigi, è ben noto per l'insegna raffigurante un gatto che gioca con dei gomitoli (da cui lo stesso nome del negozio, il Gatto che Gioca). Théodore, vincitore dell'ambito Prix de Rome e cavaliere della Legione d'Onore, è famoso per le sue rappresentazioni di interni e per gli effetti di chiaroscuro a imitazione della scuola fiamminga. Il giovane dipinge un'eccellente riproduzione degli interni del Gatto che Gioca, presentata al Salon accanto a un ritratto dallo stile spiccatamente moderno dell'amata Augustine. La storia fra i due ha dunque inizio con l'aiuto della cugina di Madame Guillaume, Madame Roguin, conoscente di Théodore. I due amanti si fidanzano, andando in qualche modo contro le migliori speranze dei genitori di Augustine, i quali originariamente volevano darla in moglie al commesso del loro negozio, Joseph Lebas. Nel 1808, Augustine sposa Théodore presso la locale Chiesa di Saint-Leu; lo stesso giorno, sua sorella maggiore Virginie viene invece data in sposa a Lebas.
Il matrimonio di Augustine non si revela però felice; Augustine infatti ama moltissimo Théodore ma è incapace di comprenderlo pienamente come artista. Sebbene sia culturalmente ben più raffinata dei genitori, la sua educazione e condizione sociale la pongono troppo al di sotto del livello del marito affinché le loro menti possano trovare un punto d'incontro. I colleghi artisti di Théodore la trattano con malcelato disprezzo e la di lui passione nei suoi riguardi pertanto scema sempre di più. Théodore al contrario trova uno spirito affine nella Duchessa de Carigliano, alla quale dona il famoso ritratto di Augustine, e alla quale si affeziona perdutamente, trascurando i suoi alloggi di Rue des Trois-Frères (oggi parte di Rue Taitbout).
Rendendosi conto dopo tre anni di matrimonio che la loro relazione sta cadendo inesorabilmente a pezzi oramai, ed essendo stata informata dalle malelingue dell'attaccamento di Théodore per la duchessa, Augustine fa visita a Madame de Carigliano, non con l'intento di chiederle indietro il proprio sposo, ma con quello di apprendere le arti con le quali quest'ultimo è stato catturato. La duchessa la mette in guardia dal provare a conquistare il cuore di un uomo con l'amore, tentativo che finisce solamente col permettere al marito di tiranneggiare sulla moglie; piuttosto, una donna deve usare tutte quelle arti della civetteria che la natura le ha messo a disposizione. Augustine è sconvolta dall'apprendere che Madame de Carigliano vede il matrimonio come una forma di guerra. La duchessa restituisce poi ad Augustine il suo ritratto, dicendole che se non è in grado di conquistare il proprio marito con quell'arma, non è una vera donna.
Augustine, purtroppo, non riesce a capire in che modo rivoltare una simile arma contro suo marito. Appende il ritratto nella sua camera da letto, e si veste esattamente come appare nel ritratto stesso, credendo che Théodore la vedrà ancora una volta come la giovane donna di cui si è innamorato all'insegna del Gatto che Gioca. Ma quando l'artista vede il ritratto appeso nella camera, e chiede come sia finito là, Augustine gli rivela scioccamente che le è stato restituito dalla Duchessa. "Le hai chiesto di riaverlo indietro?" chiede lui. "Non sapevo lo avesse lei", replica Augustine. Théodore si rende conto che sua moglie è incapace di vedere il ritratto come lui lo vede, cioè un'opera d'arte perfetta. Invece di rinnamorarsi del soggetto del quadro, ne vede la restituzione come uno schiaffo da parte della duchessa. Ferito nell'orgoglio, in un attacco di rabbia distrugge il ritratto, reclamando vendetta sulla duchessa.
La mattina dopo Augustine si è rassegnata al suo fato. Il suo matrimonio senza amore trova una fine poco dopo, quando lei muore col cuore spezzato all'età di ventisette anni.